# Paolo Barison
Paolo Barison (* 23. Juni 1936 in Vittorio Veneto; † 17. April 1979 in Andora) war ein italienischer Fußballspieler und -trainer. Der Akteur des AC Mailand, von Sampdoria Genua sowie des AS Rom nahm mit der Nationalmannschaft seines Heimatlandes an der Fußball-Weltmeisterschaft 1966 in England teil.

## Karriere

### Vereinskarriere
Paolo Barison wurde am 23. Juni 1936 im norditalienischen Vittorio Veneto in Venetien geboren. Seine Fußballerlaufbahn begann er beim städtischen Verein, ehe er 1954 zum wohl erfolgreichsten Verein der näheren Umgebung, zum AC Venedig, wechselte. In Venedig spielte der junge Angreifer drei Jahre von 1954 bis 1957 und machte in dieser Zeit 68 Spiele im Ligabetrieb, in denen ihm zwanzig Torerfolge gelangen. In seiner zweiten Saison stieg Barison mit dem AC Venedig in die Serie B auf und konnte sich dort 1956/57 mit Platz fünf sicher halten. Mit elf Treffern trug Paolo Barison ganz entscheidend zum guten Ergebnis seiner Mannschaft bei. Nach Saisonende verließ er den AC Venedig und unterschrieb einen Kontrakt beim CFC Genua in der Serie A. Für den CFC spielte Barison ebenfalls drei Jahre und kam insgesamt auf 71 Ligaeinsätze mit dreißig Toren. Nachdem in den ersten beiden Jahren konstant Leistungen im Tabellenmittelfeld erzielt wurden, verlief die Saison 1959/60 für den CFC Genua und Paolo Barison desolat. Mit nur 18 Punkten musste als Tabellenletzter der Gang in die Zweitklassigkeit angetreten werden.
Daraufhin wurde Paolo Barison vom AC Mailand unter Vertrag genommen, im Vorjahr Dritter der Serie A geworden. Für Milan spielte Barison wiederum drei Jahre. Allerdings war er hier nicht in der Art und Wiese tragender Stammspieler wie in Genua, sodass nur 47 Einsätze im Ligabetrieb zu Buche stehen, in denen vierzehn Treffer heraussprangen. In seiner ersten Saison beim AC Mailand wurde Paolo Barison mit seinem Arbeitgeber Dritter in der Serie A. Die Saison 1961/62 lief dann noch besser für die Mannschaft von Trainer Nereo Rocco. In der Serie A wurde der erste Platz mit einem Vorsprung von fünf Punkten vor Lokalrivale Inter Mailand belegt, was die erste Meisterschaft für Milan seit drei Jahren bedeutete. Durch diesen Erfolg war man startberechtigt für den Europapokal der Landesmeister 1962/63. Dort drang der AC Mailand nach Erfolgen über Union Luxemburg, Ipswich Town, Galatasaray Istanbul sowie den FC Dundee ins Endspiel vor, wo als Gegner das große Benfica Lissabon um Eusébio wartete. Durch zwei Tore von José Altafini konnte Mailand die Partie drehen, mit 2:1 für sich entscheiden und damit den ersten internationalen Titel der Vereinsgeschichte holen. Paolo Barison wurde im Endspiel jedoch nicht eingesetzt.
Nach dieser erfolgreichen Spielzeit wechselte Paolo Barison erneut den Arbeitgeber und schloss sich Sampdoria Genua an. Mit Sampdoria verhinderte er zwei Jahre in Serie den Abstieg in die Serie B nur sehr knapp. 1965 ging er nach 57 Ligaspielen und neunzehn Toren für Samp zum Hauptstadtverein AS Rom, wo er bis 1967 auf dem Platz stand. Allerdings fand sich die Roma damals auch nur im Ligamittelfeld wieder, sodass keine großartigen Erfolge zu verzeichnen waren. Paolo Barison machte insgesamt 62 Ligaspiele für den AS Rom und erzielte dabei dreizehn Treffer. Ab 1967 stand er beim SSC Neapel unter Vertrag, wo er in den folgenden drei Jahren 54 Spiele machte. Seine Torquote nahm mit gerade einmal sieben Toren in dieser Zeit aber merklich ab. Gleich in seiner ersten Saison im Stadio San Paolo wurde Barison mit dem SSC Neapel Vizemeister hinter dem AC Mailand. Dieser Erfolg konnte in der Folge allerdings nicht wiederholt werden und es wurden in den anderen beiden Spielzeiten nur Platzierungen im oberen Mittelfeld der Serie A erreicht.
Der nun bereits 34-jährige Paolo Barison wechselte im Sommer 1970 nach drei Jahren Neapel zu Ternana Calcio in die Serie B. Dort spielte er ein Jahr und erzielte in 31 Ligaspielen zehn Tore, seine Mannschaft wurde Zwölfter in der zweiten Liga. Die Saison 1971/72 verbrachte er bei Bellaria Igea Marina, das Halbjahr darauf bei Toronto Blizzard in der North American Soccer League. Von 1973 bis 1974 klang die lange Karriere von Paolo Barison beim unterklassigen Klub Levante Genua aus. 1974 beendete er 38-jährig seine Karriere.
Später wurde Barison Fußballtrainer. So coachte er 1976 kurzzeitig die Mannschaft des AC Mailand, wurde jedoch schon bald durch Giovanni Trapattoni ersetzt. 1977 bis 1978 war er zudem verantwortlich für Pro Patria Calcio.

### Nationalmannschaft
Zwischen 1959 und 1966 wurde Paolo Barison in neun Länderspielen für die italienische Fußballnationalmannschaft eingesetzt. Dabei gelangen ihm sechs Tore. Sein Debüt in der Nationalmannschaft gab er am 28. Februar 1959 in Rom beim 1:1 gegen die Auswahl Spaniens. Danach musste er bis 1965 auf seinen zweiten Einsatz warten. Im dritten Länderspiel traf Barison dann aber gleich dreifach beim 6:1 über Polen im Rahmen der Qualifikation zur Fußball-Weltmeisterschaft 1966 in England. Für diese wurde der Stürmer ein Jahr später von Trainer Edmondo Fabbri dann auch nominiert und im Turnierverlauf zweimal eingesetzt. Die Weltmeisterschaft auf der britischen Insel verlief für die Italiener allerdings enttäuschend, denn das Aus kam wie schon vier Jahre zuvor in Chile bereits nach der Vorrunde. Nach einem 2:0-Sieg über Chile und zwei Niederlagen gegen die Sowjetunion sowie WM-Neuling Nordkorea musste sich der zweimalige Weltmeister schon früh verabschieden. Paolo Barison absolvierte die Partien gegen Chile und Nordkorea. Gegen die Südamerikaner gelang ihm mit dem Tor zum entscheidenden 2:0 in der 88. Spielminute sein einziges WM-Tor. Nachdem er gegen die Sowjetunion nicht eingesetzt worden war, machte Paolo Barison im abschließenden Gruppenspiel gegen Nordkorea bei der sensationellen 0:1-Pleite sein letztes Länderspiel.

## Tod
Paolo Barison verstarb am 17. April 1979 an den Folgen eines Autounfalls. Auf der Autostrada A10 wurde der Fiat 130 von Luigi Radice, ebenfalls Fußballtrainer und Meistercoach des AC Turin, von Teilen eines verunglückenden Autotransporters getroffen und gegen die Leitplanke geschleudert. Während Radice schwer verletzt wurde, überlebte Paolo Barison, der sich mit im Wagen befand, den Unfall nicht. Der 42-jährige starb wenig später im Krankenhaus von Andora.

## Erfolge
- Europapokal der Landesmeister: 1×

1962/63 mit dem AC Mailand
- Italienische Meisterschaft: 1×

1961/62 mit dem AC Mailand
- Serie C: 1×

1955/56 mit dem AC Venedig